# Cowperova žláza
Cowperova žláza (nebo bulvotrubicová žláza, latinsky glandula bulbourethralis, glandula Cowperi) je jedna z přídatných pohlavních žláz savčích samců. Vyskytuje se u člověka a všech druhů domácích savců kromě psa. Přídatné pohlavní žlázy jsou žlázy připojené na vývodní cesty pohlavní, při ejakulaci se jejich sekret mísí se spermiemi a zvyšuje životaschopnost spermií. Cowperova žláza je homologní struktura k Bartholiniho žlázám samic.

## Cowperova žláza muže
Cowperovy žlázy se nacházejí mezi močovou trubicí a konečníkem v místě přechodu močové trubice přes sedací oblouk. Je to párový útvar velikosti hrachu, má laločnatou stavbu a žlutou barvu.
Každá žláza ústí samostatným, 2,5 cm dlouhým vývodem do močové trubice.

## Cowperova žláza u domácích savců
- Nejvíce jsou Cowperovy žlázy vyvinuté u kance, mohou být až 18 cm dlouhé a 5 cm široké. Jejich umístění a vývody se neliší od člověka. Výměšek Cowperových žláz tvoří 15–30 % ejakulátu a tvoří tzv. poslední vlnu ejakulace. V samici pak vytváří hlenovitou zátku, která zabraňuje výtoku ejakulátu a zároveň pokrytí dalším samcem.
- U býka jsou Cowperovy žlázy 2–3 cm velké, kapkovitě zúženého oválu. Leží u močové trubice při jejím výstupu z pánve.
- U hřebce jsou bulbouretrální žlázy asi 4 cm dlouhé oválné útvary ležící při výstupu močové trubice z pánve. Na pravé a levé straně ústí do močové trubice 6–8 samostatnými vývody.
- U kocoura je Cowperova žláza malá, u psa chybí.

## Histologická struktura Cowperovy žlázy
Bulbouretrální žláza je mucinózní tuboalveolární žláza s apokrinní sekrecí. Rozvětvené tubuly se rozšiřují v alveoly vystlané jednovrstevným plochým až cylindrickým epitelem, podle fáze sekrečního cyklu – cylindrický tvar mají buňky, které ještě nevyloučily svůj sekret, když se tak stane, jsou z nich ploché buňky.
Tubuly žláz ústí do tzv. sběrných prostorů, které se spojují ve vývod žlázy (bývá jeden, kromě koně). Vývody jsou vystlány jednovrstevným kubickým nebo cylindrickým epitelem, hlavní vývod je vystlán víceřadým cylindrickým epitelem, u koně přechodným epitelem.
Na povrchu je žláza pokryta vazivovým pouzdrem, které v parenchymu žlázy tvoří přepážky a rozděluje žlázu na několik lalůčků.

## Sekret Cowperovy žlázy
Sekret je čirý, hlenovitý a zásaditý. Obsahuje aminocukry a sialoproteiny.
Zásadité prostředí vytvářené Cowperovou žlázou neutralizuje kyselé prostředí pochvy samice a má příznivý vliv na pohyblivost spermií.
Zvyšuje také viskozitu ejakulátu.